# Liste des juridictions catholiques d'Europe
Cette liste recense les juridictions catholiques d'Europe.
Les juridictions sont listées par pays pour l'Église latine et les Églises catholiques orientales.

## Liste par pays

### Albanie
- Archidiocèse de Shkodër-Pult
  - Diocèse de Lezhë (it)
  - Diocèse de Sapë (it)
- Archidiocèse de Tirana-Durrës
  - Diocèse de Rrëshen (en)
  - Administration apostolique d'Albanie méridionale

### Allemagne
- Archidiocèse de Bamberg
  - Diocèse d'Eichstätt
  - Diocèse de Spire
  - Diocèse de Wurtzbourg
- Archidiocèse de Berlin
  - Diocèse de Görlitz
  - Diocèse de Dresde-Meissen
- Archidiocèse de Cologne
  - Diocèse d'Aix-la-Chapelle
  - Diocèse d'Essen
  - Diocèse de Limburg
  - Diocèse de Münster
  - Diocèse de Trèves
- Archidiocèse de Fribourg-en-Brisgau
  - Diocèse de Mayence
  - Diocèse de Rottenburg-Stuttgart
- Archidiocèse de Hambourg
  - Diocèse de Hildesheim
  - Diocèse d'Osnabrück
- Archidiocèse de Munich et Freising
  - Diocèse d'Augsbourg
  - Diocèse de Passau
  - Diocèse de Ratisbonne
- Archidiocèse de Paderborn
  - Diocèse d'Erfurt
  - Diocèse de Fulda
  - Diocèse de Magdebourg
- Juridictions indépendantes
  - Exarchat apostolique d'Allemagne et de Scandinavie des Ukrainiens (rite ukrainien)
  - Ordinariat militaire d'Allemagne

### Arménie
- Administration apostolique du Caucase (rite latin)
- Ordinariat d'Europe orientale des Arméniens (en) (rite arménien)

### Autriche
- Archidiocèse de Salzbourg
  - Diocèse de Feldkirch
  - Diocèse de Graz-Seckau
  - Diocèse de Gurk
  - Diocèse d'Innsbruck
- Archidiocèse de Vienne
  - Diocèse d'Eisenstadt
  - Diocèse de Linz
  - Diocèse de Sankt Pölten
- Abbaye territoriale de Wettingen-Mehrerau
- Ordinariat militaire d'Autriche
- Ordinariat byzantin d'Autriche

### Azerbaïdjan
- Préfecture apostolique d'Azerbaïdjan

### Belgique
- Archidiocèse de Malines-Bruxelles
  - Diocèse d'Anvers
  - Diocèse de Bruges
  - Diocèse de Gand
  - Diocèse de Hasselt
  - Diocèse de Liège
  - Diocèse de Namur
  - Diocèse de Tournai
- Diocèse aux Forces armées belges

### Biélorussie
- Archidiocèse de Minsk-Mohilev
  - Diocèse de Grodno
  - Diocèse de Pinsk
  - Diocèse de Vitebsk

### Bosnie-Herzégovine
- Archidiocèse de Sarajevo (ou archidiocèse de Vrhbosna)
  - Diocèse de Banja Luka
  - Diocèse de Mostar-Duvno
  - Diocèse de Skopje (en) (voir Macédoine)

### Bulgarie
- Juridictions indépendantes
  - Diocèse de Nikopol (en)
  - Diocèse de Sofia et Plovdiv
  - Exarchat apostolique de Sofia (en) (rite byzantin ou gréco-catholique)

### Croatie
- Archidiocèse de Rijeka (en)
  - Diocèse de Gospić-Senj (hr)
  - Diocèse de Krk (de)
  - Diocèse de Poreč i Pula (de)
- Archidiocèse de Đakovo-Osijek
  - Diocèse de Požega (de)
  - Diocèse de Syrmie, en Serbie
- Archidiocèse de Split-Makarska
  - Diocèse de Dubrovnik
  - Diocèse d'Hvar (it)
  - Diocèse de Kotor, au Monténégro
  - Diocèse de Šibenik (it)
- Archidiocèse de Zadar (de)
- Archidiocèse de Zagreb
  - Diocèse de Djakovo o Bosna i Srijem
  - Diocèse byzantin de Križevci
  - Diocèse de Sisak (de)
  - Diocèse de Varaždin (de)
- Ordinariat militaire de Croatie
- Éparchie de Križevci (rite byzantin)

### Danemark
- Diocèse de Copenhague

### Estonie
- Administration apostolique d'Estonie

### Finlande
- Diocèse d'Helsinki

### France
- Archidiocèse de Besançon
  - Diocèse de Belfort-Montbéliard
  - Diocèse de Nancy-Toul
  - Diocèse de Saint-Claude
  - Diocèse de Saint-Dié
  - Diocèse de Verdun
- Archidiocèse de Bordeaux
  - Diocèse d'Agen
  - Diocèse d'Aire et Dax
  - Diocèse de Bayonne, Lescar et Oloron
  - Diocèse de Périgueux et Sarlat
- Archidiocèse de Clermont
  - Diocèse du Puy-en-Velay
  - Diocèse de Moulins
  - Diocèse de Saint-Flour
- Archidiocèse de Dijon
  - Diocèse d'Autun
  - Diocèse de Nevers
  - Archidiocèse de Sens-Auxerre
  - Prélature territoriale de la Mission de France à Pontigny
- Archidiocèse de Lille
  - Archidiocèse de Cambrai
  - Diocèse d'Arras
- Archidiocèse de Lyon
  - Diocèse d'Annecy
  - Diocèse de Belley-Ars
  - Archidiocèse de Chambéry, Maurienne et Tarentaise
  - Diocèse de Grenoble-Vienne
  - Diocèse de Saint-Étienne
  - Diocèse de Valence
  - Diocèse de Viviers
- Archidiocèse de Marseille
  - Archidiocèse d'Aix, Arles et Embrun
  - Diocèse d'Ajaccio
  - Archidiocèse d'Avignon, Apt, Cavaillon, Carpentras, Orange et Vaison
  - Diocèse de Digne, Riez et Sisteron
  - Diocèse de Fréjus-Toulon
  - Diocèse de Gap et d'Embrun
  - Diocèse de Nice
- Archidiocèse de Montpellier, Lodève, Béziers, Agde, et Saint-Pons-de-Thomières
  - Diocèse de Carcassonne
  - Diocèse de Mende
  - Diocèse de Nîmes, Uzès et Alès
  - Diocèse de Perpignan-Elne
- Archidiocèse de Paris
  - Diocèse de Créteil
  - Diocèse d'Évry-Corbeil-Essonnes
  - Diocèse de Meaux
  - Diocèse de Nanterre
  - Diocèse de Pontoise
  - Diocèse de Saint-Denis
  - Diocèse de Versailles
- Archidiocèse de Poitiers
  - Diocèse d'Angoulême
  - Diocèse de Limoges
  - Diocèse de La Rochelle et Saintes
  - Diocèse de Tulle
- Archidiocèse de Reims
  - Diocèse d'Amiens
  - Diocèse de Beauvais, Noyon et Senlis
  - Diocèse de Châlons-en-Champagne
  - Diocèse de Langres
  - Diocèse de Soissons, Laon et Saint-Quentin
  - Diocèse de Troyes
- Archidiocèse de Rennes, Dol et Saint-Malo
  - Diocèse d'Angers
  - Diocèse de Laval
  - Diocèse du Mans
  - Diocèse de Luçon
  - Diocèse de Nantes
  - Diocèse de Quimper et Léon
  - Diocèse de Saint-Brieuc et Tréguier
  - Diocèse de Vannes
- Archidiocèse de Rouen
  - Diocèse de Bayeux et Lisieux
  - Diocèse de Coutances-et-Avranches
  - Diocèse d'Évreux
  - Diocèse du Havre
  - Diocèse de Séez
- Archidiocèse de Toulouse
  - Archidiocèse d'Albi, Castres et Lavaur
  - Archidiocèse d'Auch, Condom, Lectoure et Lombez
  - Diocèse de Cahors
  - Diocèse de Montauban
  - Diocèse de Pamiers
  - Diocèse de Rodez et Vabres
  - Diocèse de Tarbes et Lourdes
- Archidiocèse de Tours
  - Diocèse de Blois
  - Diocèse de Bourges
  - Diocèse de Chartres
  - Diocèse d'Orléans
- Hors provinces (immédiatement sujets du Saint-Siège)
  - Archidiocèse de Strasbourg
  - Diocèse de Metz
  - Diocèse aux Armées françaises
  - Ordinariat de France des catholiques orientaux
  - Éparchie Sainte-Croix-de-Paris des Arméniens
  - Éparchie Notre-Dame du Liban de Paris des Maronites
  - Éparchie Saint Vladimir le Grand de Paris des Ukrainiens

### Géorgie
- Administration apostolique du Caucase

### Grèce
- Archidiocèse d'Athènes
- Archidiocèse de Corfou, Zante et Céphalonie
- Archidiocèse de Naxos, Andros, Tinos et Mykonos
  - Diocèse de Chíos
  - Diocèse de Crète
  - Diocèse de Santorin
  - Diocèse de Syros et Milos
- Archidiocèse de Rhodes
- Ordinariat arménien de Grèce
- Ordinariat byzantin de Grèce
- Vicariat apostolique de Thessalonique

### Hongrie
- Archidiocèse d'Esztergom-Budapest, primatie de Hongrie
  - Diocèse de Györ
  - Diocèse de Székesfehérvár
- Archidiocèse d'Eger
  - Diocèse de Debrecen-Nyíregyháza
  - Diocèse de Vác
- Archidiocèse de Kalocsa-Kecskemét
  - Diocèse de Pécs
  - Diocèse de Szeged-Csanád
- Archidiocèse de Veszprém
  - Diocèse de Kaposvár
  - Diocèse de Szombathely
- Archéparchie de Hajdúdorog (Église grecque-catholique hongroise)
  - Éparchie de Miskolc
  - Éparchie de Nyíregyháza
- Ordinariat militaire de Hongrie
- Abbaye territoriale de Pannonhalma

### Islande
- Diocèse de Reykjavik

### Kosovo
- Diocèse de Prizren-Pristina

### Lettonie
- Archidiocèse de Riga
  - Diocèse de Jelgava (de)
  - Diocèse de Liepāja (de)
  - Diocèse de Rēzekne-Aglona (de)

### Liechtenstein
- Archidiocèse de Vaduz

### Lituanie
- Archidiocèse de Kaunas
  - Diocèse de Šiauliai
  - Diocèse de Telšiai
  - Diocèse de Vilkaviškis
- Archidiocèse de Vilnius
  - Diocèse de Kaišiadorys
  - Diocèse de Panevėžys
- Ordinariat militaire de Lituanie

### Luxembourg
- Archidiocèse de Luxembourg

### Macédoine
- Diocèse de Skopje (en) (suffragant de l'archidiocèse de Sarajevo)
- Exarchat apostolique de Macédoine

### Malte
- Archidiocèse de Malte
  - Diocèse de Gozo

### Moldavie
- Diocèse de Chişinău

### Monaco
- Archidiocèse de Monaco

### Monténégro
- Archidiocèse de Bar (en)
- Diocèse de Kotor (suffragant de l'archidiocèse de Split-Makarska)

### Norvège
- Diocèse d'Oslo
- Prélature territoriale de Tromsø
- Prélature territoriale de Trondheim

### Pays-Bas
- Archidiocèse d'Utrecht
  - Diocèse de Breda
  - Diocèse de Groningue-Leeuwarden
  - Diocèse de Haarlem-Amsterdam
  - Diocèse de Ruremonde
  - Diocèse de Rotterdam
  - Diocèse de Bois-le-Duc

### Pologne
- Archidiocèse de Gniezno
  - Diocèse de Bydgoszcz
  - Diocèse de  Włocławek
- Archidiocèse de Białystok
  - Diocèse de Drohiczyn
  - Diocèse de Łomża
- Archidiocèse de Cracovie
  - Diocèse de Bielsko-Żywiec
  - Diocèse de Kielce
  - Diocèse de Tarnów
- Archidiocèse de Częstochowa
  - Diocèse de Radom
  - Diocèse de Sosnowiec
- Archidiocèse de Gdańsk
  - Diocèse de Pelplin
  - Diocèse de Toruń
- Archidiocèse de Katowice
  - Diocèse de Gliwice
  - Diocèse d'Opole
- Archidiocèse de Łódź
  - Diocèse de Łowicz
- Archidiocèse de Lublin
  - Diocèse de Radom
  - Diocèse de Sosnowiec
- Archidiocèse de Poznań
  - Diocèse de Kalisz
- Archidiocèse de Przemyśl
  - Diocèse de Rzeszów
  - Diocèse de Zamość-Lubaczów
- Archidiocèse de Szczecin-Kamień
  - Diocèse de Koszalin-Kołobrzeg
  - Diocèse de Zielona Góra-Gorzów
- Archidiocèse de Warmie
  - Diocèse d'Elbląg
  - Diocèse d'Ełk
- Archidiocèse de Varsovie
  - Diocèse de Płock
  - Diocèse de Varsovie-Praga
- Archidiocèse de Wrocław
  - Diocèse de Legnica
  - Diocèse de Świdnica
- Archéparchie de Przemyśl-Varsovie (rite ukrainien)
  - Éparchie de Wrocław-Gdańsk
- Ordinariat de Pologne (en) (rite oriental)
- Ordinariat militaire de Pologne (en)

### Portugal
- Patriarcat de Lisbonne
  - Diocèse d'Angra
  - Diocèse de Funchal
  - Diocèse de Guarda
  - Diocèse de Leiria-Fátima
  - Diocèse de Portalegre-Castelo Branco
  - Diocèse de Santarém
  - Diocèse de Setúbal
- Archidiocèse de Braga
  - Diocèse d'Aveiro
  - Diocèse de Bragança-Miranda
  - Diocèse de Coimbra
  - Diocèse de Lamego
  - Diocèse de Porto
  - Diocèse de Viana do Castelo
  - Diocèse de Vila Real
  - Diocèse de Viseu
- Archidiocèse d'Évora
  - Diocèse de Beja
  - Diocèse de Faro

### République tchèque
- Archidiocèse de Prague
  - Diocèse de České Budějovice
  - Diocèse de Hradec Králové (de)
  - Diocèse de Litoměřice (de)
  - Diocèse de Plzeň
- Archidiocèse d'Olomouc
  - Diocèse de Brno (de)
  - Diocèse d'Ostrava-Opava (de)
- Exarchat apostolique en République tchèque (rite ruthène)

### Roumanie
- Archéparchie de Făgăraş et Alba Iulia
  - Éparchie de Cluj
  - Éparchie de Lugoj
  - Éparchie de Maramures
  - Éparchie d'Oradea Mare
  - Éparchie de Saint-Basile-le-Grand de Bucarest.
- Archidiocèse métropolitain de Bucarest
  - Diocèse d'Iaşi (de)
  - Diocèse d'Oradea Mare
  - Diocèse de Satu Mare
  - Diocèse de Timișoara
- Juridictions indépendantes
  - Archidiocèse d'Alba Iulia
  - Ordinariat de Roumanie (rite arménien)

### Royaume-Uni et Irlande
- Archidiocèse de Westminster
  - Diocèse de Brentwood
  - Diocèse d'Est Anglie
  - Diocèse de Northampton
  - Diocèse de Nottingham
- Archidiocèse de Dublin
  - Diocèse de Ferns
  - Diocèse de Kildare et Leighlin
  - Diocèse d'Ossory
- Archidiocèse d'Armagh
  - Diocèse d'Ardagh et Clonmacnois
  - Diocèse de Clogher
  - Diocèse de Derry
  - Diocèse de Down et Connor
  - Diocèse de Dromore
  - Diocèse de Kilmore
  - Diocèse de Meath
  - Diocèse de Raphoe
- Archidiocèse de Saint Andrews et Édimbourg
  - Diocèse d'Aberdeen
  - Diocèse d'Argyll et des Îles
  - Diocèse de Dunkeld
  - Diocèse de Galloway
- Archidiocèse de Birmingham 
  - Diocèse de Clifton
  - Diocèse de Shrewsbury
- Archidiocèse de Cardiff
  - Diocèse de Menevia
  - Diocèse de Wrexham
- Archidiocèse de Cashel et Emly
  - Diocèse de Cloyne
  - Diocèse de Cork et Ross
  - Diocèse de Kerry
  - Diocèse de Killaloe
  - Diocèse de Limerick
  - Diocèse de Waterford et Lismore
- Archidiocèse de Glasgow
  - Diocèse de Motherwell
  - Diocèse de Paisley
- Archidiocèse de Liverpool
  - Diocèse de Hallam
  - Diocèse de Hexham et Newcastle
  - Diocèse de Lancaster
  - Diocèse de Leeds
  - Diocèse de Middlesbrough
  - Diocèse de Salford
- Archidiocèse de Southwark
  - Diocèse d'Arundel et Brighton
  - Diocèse de Plymouth
  - Diocèse de Portsmouth
- Archidiocèse de Tuam
  - Diocèse d'Achonry
  - Diocèse de Clonfert
  - Diocèse d'Elphin
  - Diocèse de Galway et Kilmacduagh
  - Diocèse de Killala
- Juridictions indépendantes
  - Diocèse de Gibraltar
  - Éparchie de la Sainte-Famille de Londres des Ukrainiens
  - Éparchie de Preston des Syro-Malabars
  - Ordinariat militaire de Grande-Bretagne
  - Ordinariat personnel de Notre-Dame de Walsingham

### Russie
- Archidiocèse de Moscou
  - Diocèse de Saratov
  - Diocèse d'Irkoutsk
  - Diocèse de Novossibirsk
- Préfecture apostolique d'Ioujno-Sakhalinsk
- Exarchat apostolique de Russie (en) (rite byzantino-russe)

### Serbie
- Archidiocèse de Belgrade
  - Diocèse de Subotica
  - Diocèse de Zrenjanin
- Diocèse de Syrmie (suffragant de l'archidiocèse de Đakovo-Osijek)
- Administration apostolique de Prizren (remplacé en septembre 2018 par le diocèse de Prizren-Pristina)
- Exarchat apostolique de Serbie des Byzantins

### Slovaquie
- Archidiocèse de Bratislava
  - Archidiocèse de Trnava
  - Diocèse de Banská Bystrica (en)
  - Diocèse de Nitra (de)
  - Diocèse de Žilina (de)
- Archidiocèse de Košice
  - Diocèse de Rožňava
  - Diocèse de Spiš
- Archéparchie de Prešov
  - Éparchie de Bratislava
  - Éparchie de Košice
- Ordinariat militaire de Slovaquie

### Slovénie
- Archidiocèse de Ljubljana
  - Diocèse de Koper (en)
  - Diocèse de Novo Mesto
- Archidiocèse de Maribor
  - Diocèse de Celje
  - Diocèse de Murska Sobota (de)

### Suède
- Diocèse catholique de Stockholm

### Suisse
- Diocèse de Bâle
- Diocèse de Coire

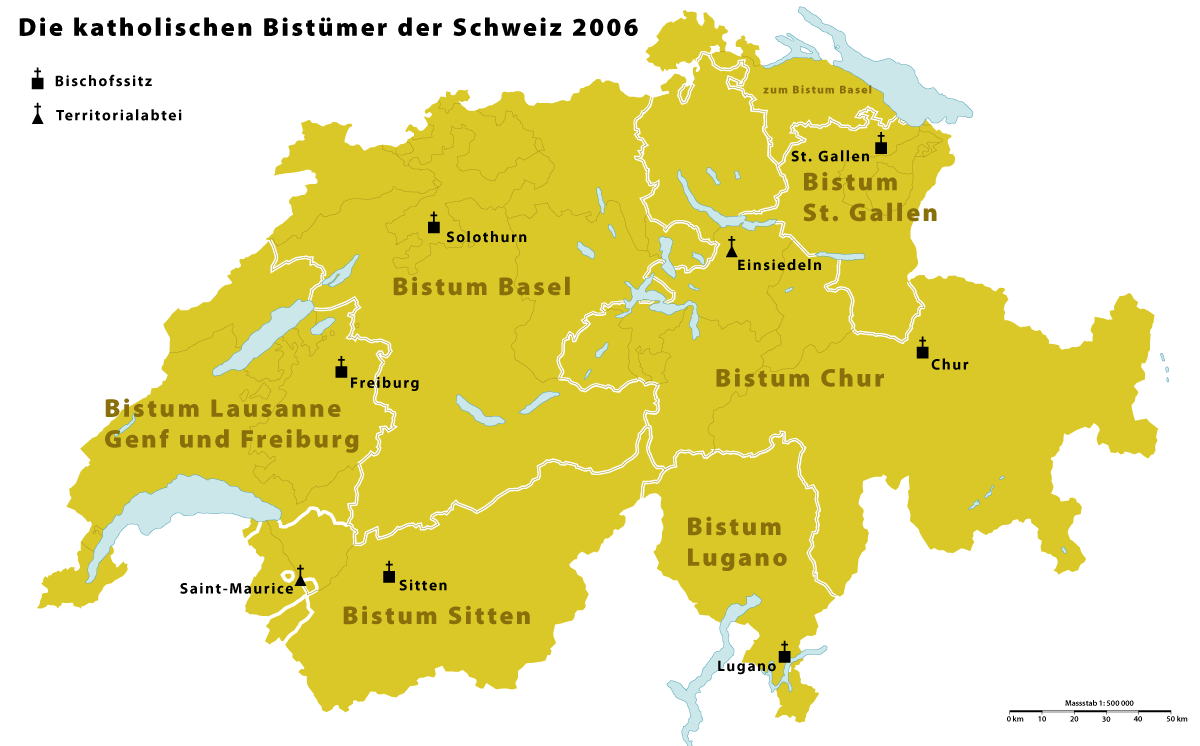
Carte des diocèses de Suisse, avec siège de l'évêché

- Diocèse de Lausanne, Genève et Fribourg
- Diocèse de Lugano
- Diocèse de Sion
- Diocèse de Saint-Gall
- Abbaye territoriale de Saint-Maurice d'Agaune
- Abbaye territoriale d'Einsiedeln

### Turquie
- Archéparchie chaldéenne de Diyarbakir
- Archéparchie arménienne d'Istanbul
- Archidiocèse d'Izmir
- Vicariat apostolique d'Anatolie
- Vicariat apostolique d'Istanbul
- Exarchat apostolique byzantin d'Istanbul

### Ukraine
- Archidiocèse de Lviv
  - Diocèse de Kiev-Jytomyr
  - Diocèse de Kamianets-Podilsky
  - Diocèse de Loutsk
  - Diocèse de Moukatcheve
  - Diocèse de Kharkiv-Zaporijia
  - Diocèse d'Odessa-Simferopol
- Archéparchie majeure de Kiev en Galicie
  - Exarchat archiépiscopal de Donetsk
  - Exarchat archiépiscopal de Loutsk
  - Exarchat archiépiscopal d'Odessa
  - Exarchat archiépiscopal de Crimée
  - Exarchat archiépiscopal de Kharkiv
- Archéparchie de Lviv
  - Éparchie de Stryï
  - Éparchie de Sambir et Drohobytch
  - Éparchie de Sokal et Jovkva
- Archéparchie d'Ivano-Frankivsk/Stanyslaviv
  - Éparchie de Kolomyia et Tchernivtsi
- Archéparchie  de Ternopil et Zboriv
  - Éparchie de Boutchatch
  - Éparchie de Kamianets-Podilskyï
- Archéparchie de Lviv des Arméniens (it)
- Éparchie de Moukatcheve (Église ruthène)

### Sources
- (en) The Catholic Church un Europe sur gcatholic.org
- (en) Structured View of Dioceses in Europe sur catholic-hierarchy.org